# 핫타촌 (이시카와현)
핫타촌(八田村)은 이시카와현 가호쿠군에 설치되었던 촌이다.